# Hugh Mercer (1726-1777)
 For alternative betydninger, se Hugh Mercer. (Se også artikler, som begynder med Hugh Mercer)
Hugh Mercer (født 17. januar 1726, død 12. januar 1777), var engelsk soldat og læge, som gjorde tjeneste i den engelske hær under Syvårskrigen.
Under den amerikanske uafhængighedskrig skiftede han side til den kontinentale hær, hvor hans slutrang var brigadegeneral. Mercer var en nær ven af George Washington.
Mercer døde som helt i slaget ved Princeton og blev et samlende symbol for den amerikanske revolution.
Det amerikanske fort Mercer er opkaldt efter denne general.